# Afrim Vokshi
Afrim Vokshi (ur. 1930 w Tiranie, zm. 5 listopada 2019 w Prisztinie) – kosowski i jugosłowiański inżynier budownictwa, profesor Uniwersytetu w Prisztinie i autor licznych prac naukowych.

## Życiorys
Ukończył szkołę podstawową i średnią w Tiranie. Studiował następnie na Wydziale Architektury Uniwersytetu w Belgradzie, po których ukończeniu pracował jako projektant konstrukcji w Skopje, Tetowie i Gostiwarze.
W 1971 roku ukończył studia podyplomowe na Uniwersytecie w Skopje. W 1969 roku rozpoczął pracę wykładowcy na Wydziale Technicznym tegoż uniwersytetu, dziesięć lat później obronił doktorat, a w 1986 roku został mianowany profesorem tejże uczelni. W 1986 roku opublikował pracę pod tytułem Konstruksionet e ndërtesave metalike.
Zmarł dnia 5 listopada 2019 roku w Prisztinie.